# Bailemos un vals
 Bailemos un vals, Espanha no Festival Eurovisão da Canção 1978

Bailemos un vals (Vamos dançar uma valsa) foi a canção da Espanha no Festival Eurovisão da Canção 1978 interpretada em espanhol/castelhano por José Vélez. A referida canção tinha letra e música de Manuel de la Calva e de  Ramón Arcusa que também a orquestrou.
A canção é uma balada com José Vélez cantando sobre uma mulher chamada Michèle que ele não sabe onde ela está agora. Ele diz que quando a encontrar irá perguntar-lhe: "Queres dançar comigo?" "Queres dançar comigo uma valsa?"
A canção foi a sétima a ser interpretada na noite do evento, a seguir à canção francesa cantada por Joël Prévost e antes da canção britânica cantada pelos  Co-Co .  Após o final da votação, a canção terminou em 9º lugar (20 países concorrentes), tendo recebido 65 pontos.